# Sauvagnat-Sainte-Marthe
Sauvagnat-Sainte-Marthe település Franciaországban, Puy-de-Dôme megyében. Lakosainak száma 465 fő (2022. január 1.). Sauvagnat-Sainte-Marthe Chadeleuf, Coudes, Neschers, Saint-Yvoine és Yronde-et-Buron községekkel határos.

## Népesség
A település népessége az elmúlt években az alábbi módon változott:
| Lakosok száma | 507  | 490  | 491  | 481  | 478  | 475  | 472  | 468  | 465  |
|               | 2013 | 2015 | 2016 | 2017 | 2018 | 2019 | 2020 | 2021 | 2022 |